# Казахская этика
Казахская этика — философская дисциплина, исследующая нравственность, жизнь, мораль, обычаи, характеры отдельных личностей, социальных групп казахского народа в их развитии, принципах, нормах и роли в обществе. Этическое учение в духовной жизни казахского народа занимает особое место. 

### История казахской этики
Корни казахского этикета берет из богатой культуры скифов, саков, гуннов, уйсуней, канлы, которые процветали три тыс. лет назад. В письменных памятниках Культегина, Тоны-кока, которые найдены в Центральной Азии, часто встречаются понятия примирения, счастья и богатства. Знаменитый сакский ученый, «один из семи мудрецов мира», Анахарсис (Анарыс), живший 2600 лет назад, высказывает глубокие мысли о гуманности и почтительности. Он писал о вине: «Первую чашу пьют за здоровье, вторую — за наслаждение, третью — за честь, четвертую — за умопомрачение». 
Большой вклад в становление казахской этики внес Коркыт ата. Его поучения и наставления широко распространены среди казах, и тюрк, народностей. Этика занимает важное место в наследии выдающегося ученого, мыслителя, философа, «второго учителя» Абу Насра ал-Фараби. Центр, место в этические концепции мыслителя занимает категория добра в единстве с милосердием и красотой. Большой вклад в развитие этики тюркского народа внесли ученые Юсуф Баласагуни, Махмуд Кашгари, Ходжа Ахмет Яссауи, Ахмед Югиаки, Сулейман Бакыргани и др. 
Со времен становления казахского ханства казахская этика развивалась в исторической поэтической творчестве казахов, жырау Асан Кайгы, Шалкииз, Актамберды, Бухар жырау, Дулат Шортанды и др. В их творчестве прослеживаются высоконравственные нормы. Благодаря им казахский народ сохранил культуру наследие. 
Социолого-этические мысли фольклористов были направлены на воспитание национального самосознания, человечности и любви к родине. Колониальная Политика Российской империи в Казахстане нанесла вред национальным обычаям, традициям, обрядам мусульманской религии, что привело к духовному истощению народа. Народ потерял независимость, характерные национальные черты, приобрел нерешительность, арабскую психологию. О будущем казахского народа размышляли Ш.Уалиханов, Ыбырай, Абай Кунанбаев. Они боролись с вредными привычками казахов, невежеством, ложью и лицемерием. Главным мерилом оценки поступков, дел, моральных качеств человека Абай считает просвещенность, образованность, умственные способности, культуру, жизненные позиции и устремления. Абай критиковал бесчеловечность в поступках своего народа. К высоким моральным качествам Ыбырай относил патриотизм и гуманность, критиковал зло, лень, зависть, лицемерие, склочничество и др. На качественно высокий уровень поднял казахскую этику поэт-мыслитель Шакарим. В своем трактологии «Три истины» он определяет этику как «учение чести» и даег тооретичкий анализ многочисленных вопросов этики. 
Во времена Советской власти требование морали вступило в острое противоречие с устремлениями индивида и оказало отрицательное влияние на характер казахского народа. От природы воинственный, храбрый нрав кочевого казахского народа, чтившего свободу, приобрел черты беспринципности. Но вместе с тем активизируется учебно-познавательная деятельность, расширяется знакомство через русского языка с мирным духовным наследием, начинают готовиться профессоры, казахские философы. Исследованием истории казахской этики и философией морали занимаются ученые Г.Акмамбетов, А.Оразбеков, М.Бурабаев и др. 

### Этика после обретения независимости
После обретения независимости на первое место встал вопрос обновления традиционных принципов человечности. Вопросы казахской этики масштабно рассматриваются в трудах ученых А.Касабека, Г.Есима, М.Орынбекова, О.Сегизбаева, Ж.Алтаева, С.Акатая и др. Оценка религиозных принципов, выявление взаимосвязи рынка и морали, исследование традиции и новаторства в искусстве казахской нации стали главной проблемой казахской этики. Ученый К.Ш. Нурланова обратила внимание на синкретическое единство прекрасного и доброжелательности, присущих казахской этики, при этом за основу казахских национальных идеи принимается человеческое единение. Г.Акмамбетов занимается актуальными проблемами индивида, образов современного мира. Т. Габитов делит казахскую этику на категории добра и зла, справедливости, чести, счастья и др. С.Мырзалы изучает взаимоотношения обществ, политики и морали в переходный период. 
В общеобразовательную программу средних школ внедрен предмет «Этика», Появились первые учебники на казахском языке (К.Жарыкбаев, Т, Габитов, Ж,Назарбаев, К.Оразбскова и др.). Ряд ученых опубликовал исследования по профессиональной этике, связанные с внедрением в РК рыночных отношений и с установлением гражданско-правового обязательства (Т. Нурахмето В. К. Кемелбеков, А.Канагатов и др.). В их трудах дается анализ состояния морали казахского народа, рассмотрены причины негативных поступков в переходный период, предложены пути повышения культуры, этики на более высокий уровень. Анализ структуры нравствтвеных отношений и нравственного сознания позволил установить соотношение таких категорий, как нравственное требование, обязанность, долг, ответственность, достоинство личности, совесть, отражающие различные формы отношения личности к обязательству, а также взаимосвязь таких категорий, как норма, моральное качество, оценка, нравственности принцип, обществ, и нравственные идеалы, добро и зло, справедливость, смысл жизни и счастье человека, составляющие логичкий каркас всякой системы морали и наполненные каждый раз иным содержанием. Лит.: 